# SC Langenhagen
Der SC Langenhagen ist ein Sportverein aus Langenhagen, der am 1. Oktober 1945 gegründet wurde. Der SC Langenhagen bietet eine Vielzahl von Sportaktivitäten an und hat etwa 2700 Mitglieder in 16 Abteilungen. Sehr erfolgreich waren die Fußballer, die bis 2013 in der fünfthöchsten deutschen Spielklasse, der Oberliga Niedersachsen, gespielt haben. Seit März 2019 ist Helmut Czelustek der Vereinspräsident.

## Geschichte und Sparten
Der SC Langenhagen wurde am 1. Oktober 1945 als Volkssportverein Langenhagen gegründet. Der Verein war damit ein gemeinsamer Nachfolger der bürgerlichen Vereine SV Langenhagen und TSG Brink sowie der im Jahre 1896 gegründeten Freien Turnerschaft Brink. Letzterer war im Arbeitersport aktiv und wurde im Jahre 1933 von den Nationalsozialisten verboten und aufgelöst. Den heutigen Namen nahm der SC Langenhagen im Jahre 1950 an. Im Jahr 2024 bietet der SC Langenhagen insgesamt 16 Sportarten an: Badminton, Basketball, Cricket, Darts, Fußball, Handball, Kegeln, Leichtathletik, Petanque, Schwimmen, Sportabzeichen, Tanzen, Tischtennis, Triathlon, Turnen und Volleyball. Früher bot der Verein noch Eishockey und Sledgeeishockey an.

## Fußball

### Geschichte
Der SC Langenhagen ist der erfolgreichste Fußballverein aus Langenhagen. Der SCL wurde in der Saison 1992/93 Meister der Bezirksoberliga Hannover. In der Saison 2000/01 wurde die Meisterschaft in der Niedersachsenliga West errungen. Von 2001 bis 2004 spielte der SCL in der Oberliga Niedersachsen/Bremen. Von 2008 bis 2013 spielte die Mannschaft in der Oberliga Niedersachsen. Für die Saison 2013/14 gab der SC Langenhagen keine Meldung mehr für die Oberliga ab und zog seine Mannschaft aus dieser Spielklasse zurück. Im Sommer 2017 gelang der Aufstieg in die 2. Kreisklasse. Darüber hinaus trat der Verein Inter Burgdorf dem SC Langenhagen bei, der daraufhin den Platz von Inter Burgdorf in der 1. Kreisklasse übernahm. 2019 stieg der SC Langenhagen wieder in die 2. Kreisklasse ab. Nach zwei Aufstiegen in Folge erreichten die Langenhagener 2025 wieder die Kreisliga.

### Spielstätte

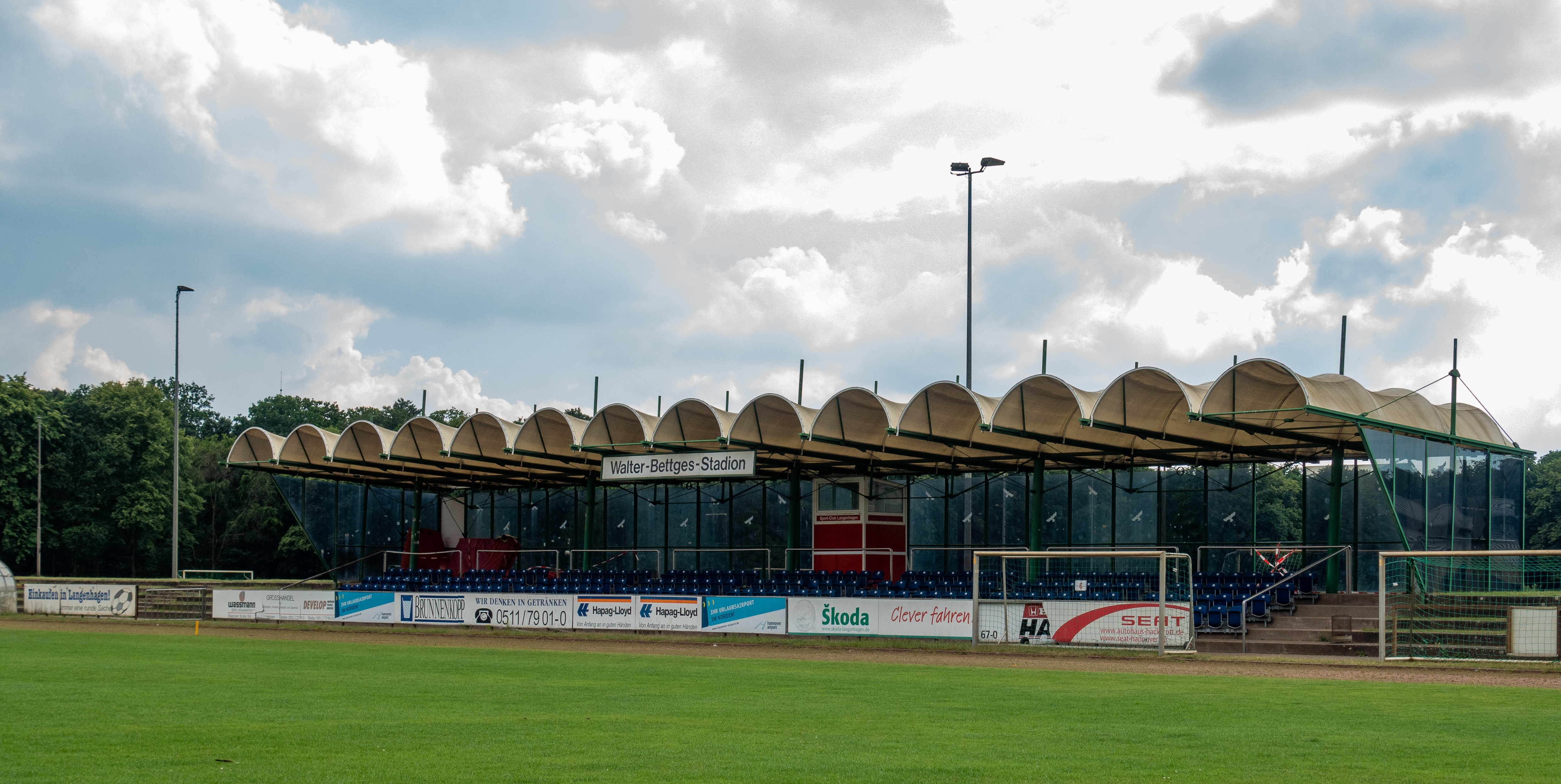
Walter-Bettges-Stadion

Die 1. Fußball-Herren des SC Langenhagen spielt im Walter-Bettges-Stadion in der Leibnizstraße. Es ist benannt nach dem ehemaligen Bürgermeister der Stadt, Walter Bettges. Das Stadion fasst bis zu 5.000 Zuschauer; auf einer überdachten Tribüne sind 240 Sitzplätze untergebracht.
Vor der Errichtung der Sportanlagen in der Leibnizstraße hatte der SCL seine Sportplätze östlich des Berliner Platzes zwischen Jahnstraße und Am Eichelkamp. Die früheren Sportanlagen sind inzwischen als Wohngebiet bebaut.

### Persönlichkeiten
- Charles Akonnor
- André Breitenreiter
- Martin Groth
- Michael Habryka
- Jwtiar Mawlud, irakischer Nationalspieler
- Lázaro Alfonso Prats, kubanischer Nationalspieler
- Rainer Stiller
- Niko Gießelmann

## Sledgeeishockey
Die Sledgeeishockey-Mannschaft trägt den Namen Ice Lions Langenhagen. Bis 2008 war die Abteilung beim ESC Hannover Scorpions angesiedelt. Die Ice Lions sind deutscher Rekordmeister und mussten bisher erst einmal den Titel an die Kamen Barbarians abgeben. 2009 wurden sie erstmals unter dem neuen Namen Ice Lions Langenhagen deutscher Meister und bestätigten 2010 durch den erneutem Titelgewinn ihre Stellung im deutschen Sledge-Eishockey.
Diese sportlichen Erfolge führten 2010 zur Verleihung der Niedersächsischen Sportmedaille. "Im Bereich des niedersächsischen Spitzensports gehören zu den Ausgezeichneten: Sledge-Eishockey-Mannschaft Ice Lions Langenhagen - zum ersten Mal wurde eine Mannschaft für hohe sportliche Leistungen mit der niedersächsischen Sportmedaille ausgezeichnet - die Mannschaft wurde mehrfacher Deutscher Meister und stellt das Gerüst der Nationalmannschaft."

## Eishockey
Die Eishockeyabteilung wurde zur Saison 2008/09 gegründet und firmierte unter dem Namen Langenhagen Jets. Die Mannschaft spielte die Saison 2008/09 und 2009/10 in der Regionalliga Nord und qualifizierte sich nach der Restrukturierung der dritten Spielklasse für die Oberliga Nord. Allerdings zogen sich die Jets noch vor Beginn der Saison 2010/11 vom Spielbetrieb zurück. Die 1b-Mannschaft in der Regionalliga Nord wurde damit zur ersten Mannschaft des Vereins.
Seit 2013 war der SC Langenhagen Stammverein der neuen Hannover Scorpions, nachdem der DEL-Club Hannover Scorpions, seine Lizenz verkauft hatte. Die Hannover Scorpions spielten ab 2013/14 in der Oberliga Nord.
2012 gründete der SCL eine Spielgemeinschaft mit dem EC Wedemark und spielte 2012/13 unter dem Namen United North Stars (UNS) in der Regionalliga Nord. In der ersten Saison spielte auch eine 1b-Mannschaft der UNS in der Verbandsliga Nord. Von 2014 bis 2016 waren die UNS eine Spielgemeinschaft von Langenhagen, dem EC Wedemark und dem EC Hannover Indians. Zur Saison 2016/17 wurde die Mannschaft in die Hannover Scorpions 1b umgewandelt.
Zur Saison 2017/18 wurden die Mannschaften der Hannover Scorpions mit dem ESC Wedemark Scorpions zusammengelegt. Die Mannschaft unter dem Namen Hannover Scorpions spielte fortan in der Wedemark. Im März 2018 wurde die Sparte Eissport beim SC Langenhagen schließlich aufgelöst.

### Frauen
Die Frauenmannschaft Lady Jets entstand aus dem Wechsel der Frauenmannschaft des ESC Hannover Scorpions, die in der Saison 2008/09 in der 1. Damenliga Nord spielte, nach Langenhagen. Die SC Langenhagen Lady Jets stiegen 2015 in die 1. Bundesliga auf. Dort spielten sie unter dem Namen Hannover Lady Scorpions. Nach Schließung der Eishalle Langenhagen spielte die Mannschaft im Eisstadion am Pferdeturm in Hannover, ehe sie 2018 komplett zu den Hannover Indians wechselte.

### Stadion
Die Eishockeymannschaften spielen in der Lenny Soccio Ice & Event Center Arena in Langenhagen. Gründer der Eissporthalle ist Len Soccio, dessen Trikot bei den Hannover Scorpions unter dem Hallendach hängt. Nach ersten Plänen im August 2006 war im Herbst 2008 Fertigstellung der Sportstätte. Im Frühjahr 2009 ging die Betreibergesellschaft in Insolvenz, die Halle konnte jedoch mit einer neuen Gesellschaft unter Soccios Beteiligung geöffnet bleiben.
Anfang 2017 wurden diverse Baumängel der Halle festgestellt. In August 2017 kündigte die Stadt Langenhagen der Mietvertrag mit dem Eishallenbetreiber, der daraufhin im November 2017 Insolvenz anmeldete. Seitdem ist die Halle geschlossen.

## Basketball
Insgesamt hat der SCL drei Herrenmannschaften, eine Damenmannschaft und mehrere Jugendteams. Die 1. Basketball-Herrenmannschaft spielt in der 2. Regionalliga, die Damenmannschaft in der Oberliga Damen Ost.